# Biflustra lingdingensis
Biflustra lingdingensis is een mosdiertjessoort uit de familie van de Membraniporidae. De wetenschappelijke naam van de soort is, als Membranipora lingdingensis, voor het eerst geldig gepubliceerd in 1987 door Liu & Li.